# Generator izotopowy
Generator izotopowy – urządzenie zawierające izotop promieniotwórczy (długożyciowy, tzw. radionuklid macierzysty), w wyniku rozpadu którego powstaje inny (na ogół bardzo krótko żyjący) izotop pochodny. Są powszechnie stosowane w medycynie nuklearnej. Generator umożliwia oddzielenie pożądanego produktu od produktu macierzystego, zazwyczaj w procesie, który można powtarzać kilka razy w okresie życia produktu macierzystego (zob. eluat i eluent).

## Komercyjne i eksperymentalne generatory
|                          | Macierzysty | Otrzymywany |
| ------------------------ | ----------- | ----------- |
| Generator technu         | 99Mo        | 99mTc       |
| Generator chlorku rubidu | 82Sr        | 82Rb        |
| Generator Galu           | 68Ge        | 68Ga        |
| Generator miedzi         | 62Zn        | 62Cu        |
| Generator kryptonu       | 82Rb        | 81mKr       |
| Gnerator itru            | 90Sr        | 90Y         |
| Generator renu           | 188W        | 188Re       |